# Wendy Cheesman
Pour les articles homonymes, voir Cheesman.
Wendy Ann Foster, née Cheesman, en 1937 et morte le 15 janvier 1989, est une architecte britannique faisant partie de Team 4 aux côtés de son mari Norman Foster, de Su Rogers et de Richard Rogers. 

## Carrière
Les bâtiments remarquables sur lesquels elle a travaillé comprennent la première maison à avoir remporté un prix RIBA - Creek Vean House, Cornouailles (1966), l'usine Reliance Controls, Swindon (1967), Jaffe House (également connue sous le nom de Skybreak House), qui était la maison de Humphrey Spender, Maldon (1965-1966) et Wates Housing, Coulsdon (1965).

## Vie privée
Wendy Cheesman est la première petite amie de Richard Rogers. Elle épouse Norman Foster en 1964. Elle décède d'un cancer en 1989, alors qu'elle est encore directrice chez Foster Associates.